# Bart Edwards
Bart Edwards (ur. 1989 w Guildford) – brytyjski aktor.

## Kariera
Urodził się w Guildford w Anglii w 1989 roku. Ukończył Tring Park School for the Performing Arts. W 2012 wystąpił w miniserialu Rozstania, wcielając się w rolę Toma. W 2016 zagrał policjanta w filmie Fantastyczne zwierzęta i jak je znaleźć w reżyserii Davida Yatesa. W 2017 Cédric Jimenez powierzył mu rolę mężczyzny w Halifaksie w wyreżyserowanym przez siebie thrillerze wojennym Kryptonim HHhH. W 2019 wcielił się w rolę Jeża z Erlenwaldu w serialu Netflixa Wiedźmin, który powstał na motywach prozy Andrzeja Sapkowskiego.